# 立葉
立葉（たてば）は、大阪府大阪市浪速区の町名。現行行政地名は立葉一丁目および立葉二丁目。

## 地理
浪速区の北西部に位置し、南に久保吉と芦原、その他は桜川と接している。

## 歴史
元は西成郡難波村の一部。1897年（明治30年）に大阪市へ編入され南区に所属。1900年（明治33年）に難波立葉町となった。1925年（大正14年）に新設された浪速区へ転属となり、同時に「難波」の冠称を廃した。1980年（昭和55年）に立葉1 - 2丁目に改編され、現在に至る。

## 世帯数と人口
2019年（平成31年）3月31日現在の世帯数と人口は以下の通りである。
| 丁目       | 世帯数  | 人口  |
| ---------- | ------- | ----- |
| 立葉一丁目 | 157世帯 | 252人 |
| 立葉二丁目 | 166世帯 | 283人 |
| 計         | 323世帯 | 535人 |

### 人口の変遷
国勢調査による人口の推移。
| 1995年（平成7年）  | 427人 | [ 5 ] |  |
| 2000年（平成12年） | 514人 | [ 6 ] |  |
| 2005年（平成17年） | 453人 | [ 7 ] |  |
| 2010年（平成22年） | 414人 | [ 8 ] |  |
| 2015年（平成27年） | 484人 | [ 9 ] |  |

### 世帯数の変遷
国勢調査による世帯数の推移。
| 1995年（平成7年）  | 179世帯 | [ 5 ] |  |
| 2000年（平成12年） | 227世帯 | [ 6 ] |  |
| 2005年（平成17年） | 194世帯 | [ 7 ] |  |
| 2010年（平成22年） | 217世帯 | [ 8 ] |  |
| 2015年（平成27年） | 266世帯 | [ 9 ] |  |

## 事業所
2016年（平成28年）現在の経済センサス調査による事業所数と従業員数は以下の通りである。
| 丁目       | 事業所数 | 従業員数 |
| ---------- | -------- | -------- |
| 立葉一丁目 | 34事業所 | 296人    |
| 立葉二丁目 | 23事業所 | 157人    |
| 計         | 57事業所 | 453人    |

## 交通
- 大阪府道29号大阪臨海線（新なにわ筋）
- 大浪通
- あみだ池筋

## 施設
- 立葉町公園

## その他

### 日本郵便
- 〒556-0020[3]（集配局：浪速郵便局[11]）